# Callithrix geoffroyi
El tití de cabeza blanca o tití de orejas peludas (Callithrix geoffroyi) es una especie un primate platirrino de la familia Callitrichidae endémico de Brasil. Son los titíes más comunes en cautiverio; y muchos parques zoológicos se dedican a mantener la especie y sus diferentes razas.

## Distribución
Este animal es endémico de la Mata Atlántica de los estados brasileños Espírito Santo, Minas Gerais y Río de Janeiro.
También la especie posee una población asilvestrada, esta se encuentra en la isla de Santa Catarina en la costa del estado de Santa Catarina.

## Descripción

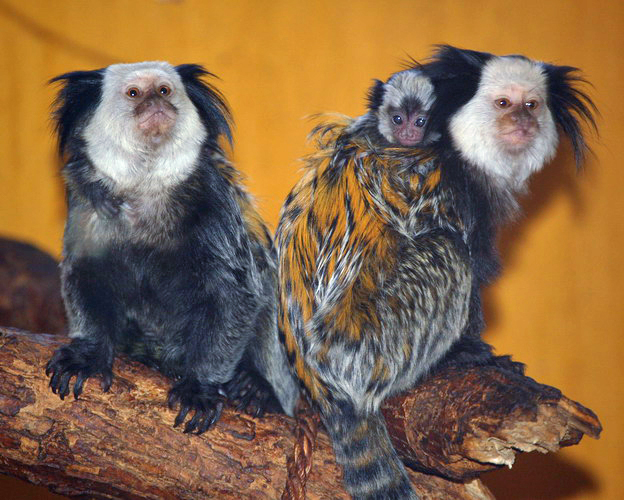
Tití de cabeza blanca con su cría.

Mide alrededor de 50 centímetros, de los cuales más de la mitad pertenece a la cola que pesa de 300 a 400 gramos. Es distinguible por la cabeza y el cuello blanco, con dos penachos negros bajo las orejas y un desnudo color rosa alrededor de la boca y los ojos que son de color marrón claro. El cabello,las piernas y la cola son negros mientras que en la parte de atrás es de color naranja y griscon bandas blancas y negras. La cola tiene anillos de color gris.

## Hábitos
Es un mico diurno y arbóreo que se mueven en grupos de 3 a 8 individuos en un territorio de 5 hectáreas. Su dieta se basa en insectos y frutas. Es un o de los titíes más reproducidos en cautividad la hembra dominante tiende a se monógama. La gestación dura alrededor de cuatro meses y medio naciendo 2 crías por camada. Su expectativa de vida es de 10 años en su hábitat silvestre.